# Baranjsko Petrovo Selo
Baranjsko Petrovo Selo je vesnice v historickém území Baranja v Osijecko-baranjské župě v Chorvatsku. Žije zde 434 obyvatel.

## Historie
První zmínka o vesnici pochází z roku 1349 a pod názvem Petarda. Podle osmanské evidence byla vesnice osídlena také během vlády osmanské říše.

## Dělení
Baranjsko Petrovo Selo se dělí na tyto části: Bakanga, Baranjsko Petrovo Selo, Repnjak a Žido-Pusta. Dříve se obec dělila také na: Greisinger-Pusta, Paleža-Salaš, Vrbak-Pusta a Žido-Lugarna. Do roku 1991 bylo součástí osídlení také Novo Nevesinje, které je nyní samostatnou vesnici.